# Sayat

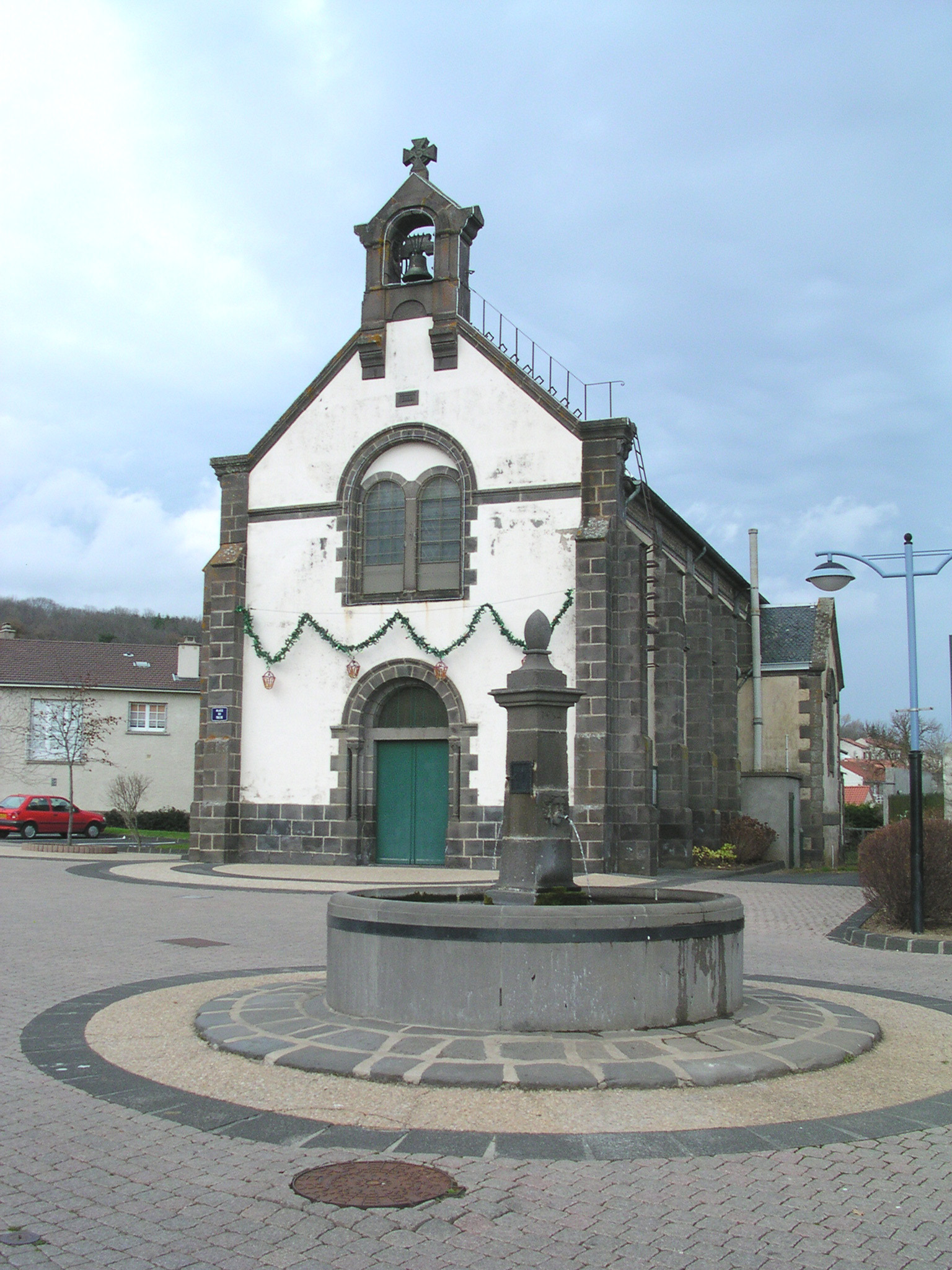
La chiesa della frazione Argnat

Sayat è un comune francese di 2 259 abitanti situato nel dipartimento del Puy-de-Dôme nella regione dell'Alvernia-Rodano-Alpi.

## Società

### Evoluzione demografica
Abitanti censiti